# Министарство правде Републике Француске
Министар правде Републике Француске (фр. Ministre de la Justice) члан је Владе Републике Француске одговоран за цјелокупну правосудну управу у Француској.
Министар правде надгледа правосудну управу, засједа као потпредсједник у судском савјету (надлежан за надгледање рада судова и тужилаштава), надгледа јавна тужилаштва, руководи затворским системом, предлаже законе везане за кривично или грађанско право. Такође је носилац почасне дужности чувара Државног печата.